# Golf tại Thế vận hội Mùa hè 2016 - Cá nhân nữ
Giải golf của nữ tại Thế vận hội Mùa hè 2016 diễn ra từ 17 tới 20 tháng 8 năm 2016 tại Sân golf Olympic (tiếng Bồ Đào Nha: Campo Olímpico de Golfe), thuộc khu dự trữ thiên nhiên Reserva de Marapendi tại khu vực Barra da Tijuca. Đây là giải đấu golf nữ Thế  vận hội đầu tiên sau 116 năm.
Có tất cả sáu mươi vận động viên (57 tay golf chuyên nghiệp, 3 nghiệp dư) tham gia vào bốn vòng thi đấu tính số gậy.

## Các quốc gia tham dự

Số tay golf nữ tới từ mỗi quốc gia dự Thế vận hội 2016:
Bốn
Ba
Hai
Một
Không có

| Bắc Mỹ (7)      | Nam Mỹ (4)            | Châu Âu (27)     | Châu Đại Dương (3) | Châu Á (16)   | Châu Phi (3) |
| --------------- | --------------------- | ---------------- | ------------------ | ------------- | ------------ |
| Canada (2)      | Brasil (2)            | Anh Quốc (2)     | New Zealand (1)    | Ấn Độ (1)     | Maroc (1)    |
| Hoa Kỳ (3)      | Colombia (1)          | Áo (1)           | Úc (2)             | Hàn Quốc (4)  | Nam Phi (2)  |
| México (2)      | Paraguay (1)          | Bỉ (1)           |                    | Hồng Kông (1) |              |
|                 |                       | Cộng hòa Séc (1) | Malaysia (2)       |               |              |
| Đan Mạch (2)    | Nhật Bản (2)          |                  |                    |               |              |
| Đức (2)         | Thái Lan (2)          |                  |                    |               |              |
| Ireland (2)     | Đài Bắc Trung Hoa (2) |                  |                    |               |              |
| Israel (1)      | Trung Quốc (2)        |                  |                    |               |              |
| Na Uy (2)       |                       |                  |                    |               |              |
| Nga (1)         |                       |                  |                    |               |              |
| Pháp (2)        |                       |                  |                    |               |              |
| Phần Lan (2)    |                       |                  |                    |               |              |
| Tây Ban Nha (2) |                       |                  |                    |               |              |
| Thụy Điển (2)   |                       |                  |                    |               |              |
| Thụy Sĩ (2)     |                       |                  |                    |               |              |
| Ý (2)           |                       |                  |                    |               |              |

## Kết quả

### Vòng một nữ
Thứ tư, 17 tháng 8 năm 2016
Ariya Jutanugarn của Thái Lan chỉ mất 65 gậy (6 gậy âm) để tạo cách biệt một gậy với hai người xếp sau Kim Sei-Young và Park In-Bee.
| Hạng | Vận động viên       | Quốc gia          | Thành tích | So với số gậy chuẩn |
| ---- | ------------------- | ----------------- | ---------- | ------------------- |
| 1    | Ariya Jutanugarn    | Thái Lan          | 65         | –6                  |
| T2   | Kim Sei-Young       | Hàn Quốc          | 66         | –5                  |
| T2   | Park In-Bee         | Hàn Quốc          | 66         | –5                  |
| T4   | Carlota Ciganda     | Tây Ban Nha       | 67         | –4                  |
| T4   | Cung Di Bình        | Đài Bắc Trung Hoa | 67         | –4                  |
| T4   | Nicole Broch Larsen | Đan Mạch          | 67         | –4                  |
| T7   | Aditi Ashok         | Ấn Độ             | 68         | –3                  |
| T7   | Charley Hull        | Anh Quốc          | 68         | –3                  |
| T7   | Azahara Muñoz       | Tây Ban Nha       | 68         | –3                  |
| T7   | Lexi Thompson       | Hoa Kỳ            | 68         | –3                  |

### Vòng hai nữ
Thứ năm, 18 tháng 8 năm 2016
Park In-Bee của Hàn Quốc có vòng thứ hai liên tiếp có số gậy là 66, qua đó có số gậy dưới par là 10. Stacy Lewis của Hoa Kỳ có thành tích tốt nhất vòng hai với 63 gậy và nhảy lên vị trí thứ hai, kém Inbee một gậy.
| Hạng | Vận động viên       | Quốc gia          | Thành tích | So với số gậy chuẩn |
| ---- | ------------------- | ----------------- | ---------- | ------------------- |
| 1    | Park In-Bee         | Hàn Quốc          | 66-66=132  | –10                 |
| 2    | Stacy Lewis         | Hoa Kỳ            | 70-63=133  | –9                  |
| T3   | Brooke Henderson    | Canada            | 70-64=134  | –8                  |
| T3   | Charley Hull        | Anh Quốc          | 68-66=134  | –8                  |
| T5   | Cung Di Bình        | Đài Bắc Trung Hoa | 67-68=135  | –7                  |
| T5   | Nicole Broch Larsen | Đan Mạch          | 67-68=135  | –7                  |
| T5   | Marianne Skarpnord  | Na Uy             | 69-66=135  | –7                  |
| T8   | Aditi Ashok         | Ấn Độ             | 68-68=136  | –6                  |
| T8   | Chun In-Gee         | Hàn Quốc          | 70-66=136  | –6                  |
| T8   | Ariya Jutanugarn    | Thái Lan          | 65-71=136  | –6                  |
| T8   | Minjee Lee          | Úc                | 69-67=136  | –6                  |
| T8   | Gerina Piller       | Hoa Kỳ            | 69-67=136  | –6                  |

### Vòng ba nữ
Thứ sáu, 19 tháng 8 năm 2016
Park In-Bee của Hàn Quốc duy trì thế dẫn đầu với 70 gậy. Lydia Ko là người có thành tích tốt nhất trong ngày với 65 gậy (6 gậy dưới par) để vươn lên đồng hạng hai với Gerina Piller của Mỹ. Người dẫn đầu sau vòng hai, Ariya Jutanugarn, bỏ cuộc sau 13 hố do chấn thương đầu gối.
| Hạng | Vận động viên    | Quốc gia    | Thành tích   | So với số gậy chuẩn |
| ---- | ---------------- | ----------- | ------------ | ------------------- |
| 1    | Park In-Bee      | Hàn Quốc    | 66-66-70=202 | −11                 |
| T2   | Lydia Ko         | New Zealand | 69-70-65=204 | −9                  |
| T2   | Gerina Piller    | Hoa Kỳ      | 69-67-68=204 | −9                  |
| 4    | Phùng San San    | Trung Quốc  | 70-67-68=205 | −8                  |
| T5   | Chun In-Gee      | Hàn Quốc    | 70-66-72=208 | −5                  |
| T5   | Charley Hull     | Anh Quốc    | 68-66-74=208 | −5                  |
| T5   | Amy Yang         | Hàn Quốc    | 73-65-70=208 | −5                  |
| T8   | Brooke Henderson | Canada      | 70-64-75=209 | −4                  |
| T8   | Minjee Lee       | Úc          | 69-67-73=209 | −4                  |
| T8   | Stacy Lewis      | Hoa Kỳ      | 70-63-76=209 | −4                  |
| T8   | Anna Nordqvist   | Thụy Điển   | 71-70-68=209 | −4                  |
| T8   | Su-Hyun Oh       | Úc          | 71-72-66=209 | −4                  |
| T8   | Suzann Pettersen | Na Uy       | 71-69-69=209 | −4                  |
| T8   | Paula Reto       | Nam Phi     | 74-67-68=209 | −4                  |

### Vòng cuối nữ
Thứ bảy, 20 tháng 8 năm 2016
| Hạng | Vận động viên         | Quốc gia          | V 1 | V 2 | V 3 | V 4 | Tổng | So với số gậy chuẩn |
| ---- | --------------------- | ----------------- | --- | --- | --- | --- | ---- | ------------------- |
| 1    | Park In-Bee           | Hàn Quốc          | 66  | 66  | 70  | 66  | 268  | –16                 |
| 2    | Lydia Ko              | New Zealand       | 69  | 70  | 65  | 69  | 273  | –11                 |
| 3    | Phùng San San         | Trung Quốc        | 70  | 67  | 68  | 69  | 274  | –10                 |
| T4   | Nomura Haru           | Nhật Bản          | 69  | 69  | 72  | 65  | 275  | –9                  |
| T4   | Stacy Lewis           | Hoa Kỳ            | 70  | 63  | 76  | 66  | 275  | –9                  |
| T4   | Amy Yang              | Hàn Quốc          | 73  | 65  | 70  | 67  | 275  | –9                  |
| T7   | Brooke Henderson      | Canada            | 70  | 64  | 75  | 67  | 276  | –8                  |
| T7   | Charley Hull          | Anh Quốc          | 68  | 66  | 74  | 68  | 276  | –8                  |
| T7   | Minjee Lee            | Úc                | 69  | 67  | 73  | 67  | 276  | –8                  |
| 10   | Suzann Pettersen      | Na Uy             | 71  | 69  | 69  | 68  | 277  | –7                  |
| T11  | Anna Nordqvist        | Thụy Điển         | 71  | 70  | 68  | 68  | 278  | –6                  |
| T11  | Gerina Piller         | Hoa Kỳ            | 69  | 67  | 68  | 74  | 278  | –6                  |
| T13  | Chun In-Gee           | Hàn Quốc          | 70  | 66  | 72  | 71  | 279  | −5                  |
| T13  | Nanna Koerstz Madsen  | Đan Mạch          | 69  | 69  | 72  | 69  | 279  | −5                  |
| T13  | Su-Hyun Oh            | Úc                | 71  | 72  | 66  | 70  | 279  | −5                  |
| T16  | Lư Hiểu Tình          | Đài Bắc Trung Hoa | 70  | 67  | 73  | 70  | 280  | –4                  |
| T16  | Paula Reto            | Nam Phi           | 74  | 67  | 68  | 71  | 280  | –4                  |
| T16  | Maria Verchenova      | Nga               | 75  | 70  | 73  | 62  | 280  | –4                  |
| T19  | Lexi Thompson         | Hoa Kỳ            | 68  | 71  | 76  | 66  | 281  | –3                  |
| T19  | Mariajo Uribe         | Colombia          | 70  | 71  | 74  | 66  | 281  | –3                  |
| T21  | Leona Maguire (a)     | Ireland           | 74  | 65  | 74  | 69  | 282  | –2                  |
| T21  | Caroline Masson       | Đức               | 69  | 69  | 75  | 69  | 282  | –2                  |
| T21  | Azahara Muñoz         | Tây Ban Nha       | 68  | 69  | 73  | 72  | 282  | –2                  |
| T21  | Albane Valenzuela (a) | Thụy Sĩ           | 71  | 68  | 72  | 71  | 282  | –2                  |
| T25  | Kim Sei-Young         | Hàn Quốc          | 66  | 73  | 73  | 71  | 283  | –1                  |
| T25  | Sandra Gal            | Đức               | 71  | 74  | 69  | 69  | 283  | –1                  |
| T25  | Pornanong Phatlum     | Thái Lan          | 71  | 72  | 69  | 71  | 283  | –1                  |
| T25  | Marianne Skapnord     | Na Uy             | 69  | 66  | 75  | 73  | 283  | –1                  |
| 29   | Catriona Matthew      | Anh Quốc          | 71  | 66  | 77  | 69  | 284  | E                   |
| 30   | Alena Sharp           | Canada            | 72  | 69  | 75  | 69  | 285  | +1                  |
| T31  | Laetitia Beck         | Israel            | 75  | 70  | 71  | 70  | 286  | +2                  |
| T31  | Cung Di Bình          | Đài Bắc Trung Hoa | 67  | 68  | 76  | 75  | 286  | +2                  |
| T31  | Pernilla Lindberg     | Thụy Điển         | 74  | 73  | 69  | 70  | 286  | +2                  |
| T31  | Gaby López            | México            | 71  | 67  | 76  | 72  | 286  | +2                  |
| T31  | Stephanie Meadow      | Ireland           | 77  | 66  | 71  | 72  | 286  | +2                  |
| 36   | Nicole Broch Larsen   | Đan Mạch          | 67  | 68  | 81  | 71  | 287  | +3                  |
| 37   | Tiffany Chan (a)      | Hồng Kông         | 71  | 75  | 73  | 69  | 288  | +4                  |
| 38   | Lâm Hy Dư             | Trung Quốc        | 72  | 74  | 74  | 69  | 289  | +5                  |
| T39  | Carlota Ciganda       | Tây Ban Nha       | 67  | 72  | 78  | 73  | 290  | +6                  |
| T39  | Gwladys Nocera        | Pháp              | 73  | 71  | 74  | 72  | 290  | +6                  |
| 41   | Aditi Ashok           | Ấn Độ             | 68  | 68  | 79  | 76  | 291  | +7                  |
| 42   | Oyama Shiho           | Nhật Bản          | 70  | 71  | 77  | 74  | 292  | +8                  |
| 43   | Christine Wolf        | Áo                | 71  | 69  | 77  | 76  | 293  | +9                  |
| T44  | Karine Icher          | Pháp              | 73  | 72  | 73  |     | 294  | +10                 |
| T44  | Julieta Granada       | Paraguay          | 71  | 69  | 76  | 78  | 294  | +10                 |
| T44  | Alejandra Llaneza     | México            | 73  | 68  | 73  | 80  | 294  | +10                 |
| T44  | Ursula Wikström       | Phần Lan          | 69  | 71  | 81  | 73  | 294  | +10                 |
| T48  | Klára Spilková        | Cộng hòa Séc      | 77  | 73  | 71  | 74  | 295  | +11                 |
| T48  | Noora Tamminen        | Phần Lan          | 73  | 76  | 72  | 74  | 295  | +11                 |
| 50   | Ashleigh Simon        | Nam Phi           | 75  | 69  | 77  | 75  | 296  | +12                 |
| 51   | Kelly Tan             | Malaysia          | 78  | 70  | 76  | 73  | 297  | +13                 |
| 52   | Miriam Nagl           | Brasil            | 79  | 77  | 72  | 70  | 298  | +14                 |
| T53  | Victoria Lovelady     | Brasil            | 79  | 75  | 76  | 70  | 300  | +16                 |
| T53  | Giulia Molinaro       | Ý                 | 78  | 78  | 74  | 70  | 300  | +16                 |
| 55   | Giulia Sergas         | Ý                 | 77  | 74  | 77  | 74  | 302  | +18                 |
| 56   | Chloe Leurquin        | Bỉ                | 79  | 78  | 71  | 75  | 303  | +19                 |
| 57   | Fabienne In-Albon     | Thụy Sĩ           | 74  | 78  | 75  | 79  | 306  | +22                 |
| 58   | Michelle Koh          | Malaysia          | 79  | 71  | 76  | 82  | 308  | +24                 |
| 59   | Maha Haddioui         | Maroc             | 82  | 76  | 80  | 77  | 315  | +31                 |
| BC   | Ariya Jutanugarn      | Thái Lan          | 65  | 71  | BC  | BC  | 136  | –6                  |

Chú giải
BC – Bỏ cuộc